# El Cotillo
El Cotillo är en ort i Spanien.   Den ligger i provinsen Provincia de Las Palmas och regionen Kanarieöarna, i den sydvästra delen av landet, 1 600 km sydväst om huvudstaden Madrid. El Cotillo ligger 24 meter över havet och antalet invånare är 1 190. Den ligger på ön Fuerteventura.
Terrängen runt El Cotillo är lite kuperad. Havet är nära El Cotillo åt nordväst. Runt El Cotillo är det ganska glesbefolkat, med 29 invånare per kvadratkilometer. Närmaste större samhälle är La Oliva, 11,2 km sydost om El Cotillo. Trakten runt El Cotillo är ofruktbar med lite eller ingen växtlighet.